# SN 2006iq
SN 2006iq – supernowa typu Ia odkryta 23 września 2006 roku w galaktyce A213933+1029. W momencie odkrycia miała maksymalną jasność 19,00m.